# Noblella personina
Espèce
Noblella personina est une espèce d'amphibiens de la famille des Craugastoridae.

## Répartition
Cette espèce est endémique de la province de Morona-Santiago en Équateur.

## Description
Les mâles mesurent de 14,7 à 16,3 mm et les femelles de 15,6 à 17,9 mm.

## Publication originale
- Harvey, Almendáriz, Brito & Batallas, 2013 : A new species of Noblella (Anura: Craugastoridae) from the Amazonian slopes of the Ecuadorian Andes with comments on Noblella lochites (Lynch). Zootaxa, no 3935 (1), p. 1-14.